# Струков Олександр Володимирович
Олександр Володимирович Струков (нар. 10 жовтня 1936) — український радянський діяч, інженер, директор шахти «Комсомолець» виробничого об'єднання «Артемвугілля» міста Горлівки Донецької області. Депутат Верховної Ради УРСР 10-го скликання.

## Біографія
Освіта вища. Закінчив Харківський інженерно-економічний інститут.
З 1960 року — дільничний гірничий нормувальник, заступник голови шахткому профспілки, начальник відділу шахти № 19—20 тресту «Горлівськвугілля» Донецької області.
Член КПРС з 1963 року.
У 1969—1976 роках — заступник директора, секретар партійного комітету шахтоуправління імені Юрія Гагаріна комбінату «Артемвугілля» міста Горлівки Донецької області.
З 1976 року — директор шахти «Комсомолець» виробничого об'єднання «Артемвугілля» міста Горлівки Донецької області.
Потім — на пенсії в місті Горлівці Донецької області.